# Капиталови разходи
Капиталовите разходи (на английски: Capital expenditure или CAPEX) са финанси, използвани от дадена компания за придобиването или подобряването на физически (фиксирани ) активи като недвижими имоти, индустриални сгради или съоръжения. Разходът се смята за капиталов, когато активът е изцяло новозакупен капиталов актив или инвестиция, която подобрява състоянието на съществуващ капиталов актив и повишава неговата стойност. Този тип разходи са правени от компании с цел поддържането или увеличаването на обсега на техните операции/действие. Такива разходи могат да включват всичко от поправянето на повредена алуминиева дограма до построяването на изцяло нова фабрика.
Големината на капиталовите разходи за една компания зависят от индустрията, в която тя заема част. Някои от най-интензивните по отношение на капиталовите разходи индустрии включват енергийната индустрия (напр. добивът на петрол), телекомуникации и т. н.
Капиталовият разход се амортизира в продължителността на живота на инвестицията, което може да варира като очаквания от пет до 40 години, в зависимост от инвестицията. Този период от време е известен като период на възстановяване, и възстановителните периоди за основни активи са положени така, че компаниите знаят колко да извадят като капиталови разходи. Амортизацията означава, че компанията не може да извади стойността на капиталовия разход изведнъж и вместо това го разпростира през дължината на живота на инвестицията. Например, инвестиция от 40 000 евро за охранителни системи може да има възстановителен период от 10 години, който означава, че се изваждат по 4000 евро на година.
По отношение на счетоводството, тъй като разходът е инвестиционен, той не се отразява незабавно в печалби и загуби.
Ако един разход е капиталов разход, той трябва да се капитализира, това изисква компанията да разпредели стойността на разхода върху дължината на живота на този актив. Разликата между поддържащия капекс и инвестицията е, че капекс, който не води до значими промени в печалбите е по-скоро поддържащ капекс.
Така че ако разходът е такъв, че се отнася за поддържането на актива в текущото му състояние, цената е изцяло извадена в годината на разхода.
Видимите печалби или операционни парични приходи в действителност не правят притежателите на акции по-богати, ако поддържащия капекс „изсмуква“ парите. И това е причината, поради която инвеститорите наблягат на мерки като „свободен приток на пари“ или това е реалния размер на паричната печалба след приспадането на поддържащия капекс, но преди капекс на експанзията.
В същото време компании могат да направят огромен паричния поток за кратък период, като орежат капекса. Това дори може да увеличи печалбите за един среден период от време, но обикновено е сигнал за проблем тъй като включва бавен растеж или залязващ бизнес.

## Освобождаване от данъци във връзка с CAPEX
Във Великобритания капиталова отстъпка от таксувания приход се прави, така че да се плащат по-малко данъци, ако капексът покрива неща, които са необходими за работата, това означава че се признава че предходни активи са загубили стойност в резултат на изхабяване (напр. бюра), тоест всичко, което има трайност повече от 2 години може да се сметне за капекс, без коли, мотоциклети и колела.

### Публично търгувани компании
Публично търгуваните компании могат да включват техните капиталови разходи в годишните отчети, така че акционерите да могат да видят как компанията използва своите пари в дългосрочен план.